# Sphallowithius inhonestus
Sphallowithius inhonestus es una especie de arácnido del orden Pseudoscorpionida de la familia Withiidae.

## Distribución geográfica
Se encuentra en la Isla Santa Elena.